# Pusseldeckare
Pusseldeckare (på engelska: whodunnit) är en subgenre till deckaren, där brottet (oftast ett mord) betraktas som en gåta, ett pussel eller en intellektuell lek, där författaren utmanar läsaren om att avslöja brottslingen innan författarens huvudperson avslöjar lösningen.
Under berättelsens gång presenterar författaren en rad ledtrådar, samt villospår, för läsaren. I centrum finns en problemlösare, ofta framställd som originell och alltid mycket intelligent, vars lösning överraskar de övriga inblandade och läsaren. Runt omkring problemlösaren finns ofta ett antal personer som i varierande grad blir misstänkta för brottet, samt ett eller flera offer.

## Historia
Pusseldeckaren har sina rötter i de första detektivromanerna av författare som Edgar Allan Poe och Arthur Conan Doyle och hade sin internationella guldålder på 1920- och 1930-talen med författare som Agatha Christie och Dorothy L. Sayers. I Sverige blev Stieg Trenter och Maria Lang stora namn på 1940-talet. Pusseldeckare betraktades som lek och ren underhållning, och med ökande krav på att deckare också ska spegla samhället de utspelas i förlorade pusseldeckaren senare mycket av sin ställning. Pusseldeckarinslag har emellertid varit fortsatt vanligt förekommande i deckarlitteratur av till exempel P.D. James och i populära TV-serier som Morden i Midsomer. Även böckerna och filmerna om Martin Beck har inslag av pusseldeckare.